# Borgquistska hattmuseet
Borgquistska hattmuseet är ett arbetslivsmuseum beläget på Algatan 35 i centrala Trelleborg. Museet, som invigdes år 2007, drivs av Föreningen Gamla Trelleborg och visar samlingar från den mösstillverkning, som tidigare skedde i lokalerna..

## Historik
År 1866 anlade Per Borgquist, efter avlagt gesällprov och praktik i Köpenhamn, sin skrädderi- och mösstillverkning vid Oden 90, sedermera Algatan 35. Behovet av skärmmössor till uniformer vid järnvägen, posten, tullen, polisen och brandkåren växte. Efter Per Borgquists död år 1901 tog sonen Axel Julius över verksamheten, som utvecklats till en fabrik med fyra–fem anställda sömmerskor. Firman importerade mjuka herrhattar i filt, exempelvis Borsalino från Italien och Christy från England. Skolmössor blev en stor artikel i början av 1900-talet och år 1925 kom Axel Julius Borgquists barn Julia och Malte in i verksamheten. Efter faderns död år 1959 tog Malte Borgquist över ledningen av firman. Den 30 december 1978 stängde företaget och fabriken lämnades orörd.
Samlingarna donerades till Trelleborgs kommun och Trelleborgs museum blev huvudman för verksamheten. Numera drivs det av Föreningen Gamla Trelleborg. Borgquistska hattmuseet utsågs till Årets Arbetslivsmuseum år 2014. Det invigdes 2007.